# Tadzjieks
Het Tadzjieks,Tajiki of Tadzjieks-Perzisch (тоҷикӣ, تاجیکی‎, tojikī) is de officiële taal van Tadzjikistan en is de variëteit van het Perzisch, zoals dat in dat land en enkele aangrenzende landen wordt gesproken. De taal wordt in Tadzjikistan met het Cyrillisch alfabet geschreven.

## Geschiedenis

Wapenschild van Tadzjikistan in de jaren 20 geschreven in het Cyrillisch en Arabisch schrift.

Sinds 1989 is het Tadzjieks de officiële taal van Tadzjikistan. Omdat het land lange tijd deel uitmaakte van het Russische Rijk en de Sovjet-Unie heeft het zich de laatste honderd jaar apart kunnen ontwikkelen en zijn er veel Russische leenwoorden in opgenomen. Daarnaast wordt het Perzisch er meestal niet met de Tadzjiekse variant van het Arabisch alfabet (eigenlijk een abjad), maar sinds eind jaren 1930 met het Cyrillische alfabet geschreven (tussen 1928 en jaren 1930 met het Latijns alfabet). In 1989 werd de staatstaal omgezet naar het Tadzjieks met het woord 'Farsi' erachter en werd begonnen met de herintroductie van een Arabisch alfabet in het dagelijks leven en het onderwijs. Na het verbod op de Islamitische Wederopstandingspartij van Tadzjikistan in 1993 vertraagde dit proces echter. In 1999 werd het woord Farsi weggehaald uit de wet. Het Cyrillische alfabet wordt nog steeds door het grootste deel van de bevolking gebruikt.
In Oezbekistan spreekt volgens de statistieken ongeveer 5,5% van de bevolking het Perzisch als moedertaal. In werkelijkheid ligt het aantal veel hoger, omdat veel Tadzjieken vanwege de politieke situatie ertoe worden gedwongen zich etnisch als Oezbeek te laten registreren. De verschillende niet-Oezbeekse bevolkingsgroepen, waaronder ook Russen, Wolga-Tataren en Kazachen, worden op diverse niveaus in het openbare leven gediscrimineerd. Men schat dat ongeveer 30%-40% van de bevolking etnisch Tadzjieks is.

## Dialecten
Het Tadzjieks telt vier dialectgroepen:
1. Noordelijke dialecten (noordelijk Tadzjikistan, zuidelijke delen van Oezbekistan en Kirgizië)
2. Centrale dialecten (dialecten uit de districten Mastchoh (Мастчоҳ) en Ayní (Айнӣ), de Hisorvallei (Ҳисор) en delen van het district Varzob (Варзоб).
3. Zuidelijke dialecten (dialecten uit de Regio ondergeordend aan de republiek, het district Kŭlob (Кӯлоб), Gorno-Badachsjan, e.d.)
4. Zuidoostelijke dialecten (dialecten uit de districten Panj (Панҷ) en Darvoz (Дарвоз)).

Daarnaast wordt door de Buchaarse joden van de Oezbeekse steden Samarkand en Buchara het dialect Buchori (Judeo-Tadzjieks) gesproken, die hiervoor een Hebreeuwse versie van het Tadzjieks alfabet gebruiken.